# Прапор Алупки
Пра́пор Алупки затверджено 28 грудня 2011 рішенням Алупкинської міської ради.

## Опис
Прямокутне синє полотнище із співвідношенням сторін 2:3, яке складається з семи горизонтальних смуг — чотирьох синіх і трьох білих, співвідношення їх ширин рівне 19:1:1:1:1:1:1; у центрі — герб міста, висотою в 3/5 ширини прапора.